# BRM P153
BRM P153 — шасси команды British Racing Motors в Формуле-1 (сезоны 1970-1972). В 1970 на BRM P153 British Racing Motors одержали первую с Гран-при Монако 1966 года победу, а в 1971, используя шасси BRM P153, стали вторыми в Кубке Конструкторов.

## 1970
British Racing Motors начали использовать BRM P153 в сезоне 1970 Формулы-1. Состав команды почти не изменился: мексиканец Педро Родригес и британец Джеки Оливер продолжали выступать за BRM. Также пилотом команды был канадец Джордж Итон, дебютировавший в Формуле-1 за British Racing Motors на двух последних Гран-при в сезоне 1969. Если Родригес и Оливер использовали шины Dunlop, то Итон — Firestone. 

Первые три Гран-при сезона 1970 Формулы-1 принесли команде только 1 очко. На Гран-при ЮАР, открывшем сезон, Педро Родригес пришёл девятым, не набрав очков, а Джеки Оливер и Джордж Итон сошли с дистанции. На Гран-при Испании Итон даже не прошёл квалификацию. Оливер попал в аварию, столкнувшись с Жаки Иксом. Пилот Scuderia Ferrari получил ожоги, а Родригес решил сойти. Однако на Гран-при Монако пилот из Мексики пришёл шестым и получил 1 очко. 

На Гран-при Бельгии 1970 года Педро Родригес принёс команде British Racing Motors первую победу с 1966 (тогда на Гран-при Монако выиграл Джеки Стюарт). Однако Джеки Оливер сошёл с трассы. После этого следующие четыре Гран-при — Голландии, Франции, Великобритании и Германии — очков не принесли. Но на Остеррайхринге, трассе Гран-при Австрии, команде British Racing Motors удался двойной финиш в очковой зоне (Родригес 4-й, Оливер 5-й). На Гран-при Италии Педро Родригес квалифицировался вторым, что стало лучшим квалификационным результатом BRM в сезоне, но не дошёл до финиша. Но мексиканец набрал очки на трёх заключительных Гран-при: Канады (4 место), США (2 место) и Мексики (6 место). По итогам сезона 1970 BRM заняли шестое место в Кубке Конструкторов, а Педро Родригес занял седьмое место в чемпионате пилотов.

## 1971
В 1971 году вместо Джеки Оливера и Джорджа Итона в команду BRM были взяты швейцарец Йо Зифферт, ездивший в 1970 за March, и австралиец Хоуден Генли, новичок Формулы-1, а Педро Родригес остался в составе на второй сезон. Шасси BRM P153 теперь было не единственным в команде: British Racing Motors использовали его наряду с BRM P160. На стартовом Гран-при ЮАР на BRM P153 ездили Хоуден Генли и Йо Зифферт. Оба не смогли набрать очки. На следующих шести этапах — Гран-при Испании, Монако, Нидерландов, Франции, Великобритании и Германии — BRM P153 использовал только Генли. Австралиец не смог набрать очков, лучшим результатом стало 7-е место на Гран-при Нидерландов. После этого на Гран-при Австрии дебютировал Хельмут Марко, выступавший также на BRM P153. Австриец, как и его предшественники, не набрал очков за рулём BRM P153 (на этом шасси Хельмут Марко выступал на Гран-при Австрии, Гран-при Италии и Гран-при Канады). В финале сезона — Гран-при США 1971 года — на BRM P153 в своём единственном Гран-при ездил канадец Джон Кэннон. Он пришёл 14-м, и в итоге на шасси BRM P153 в 1971 очков набрано не было. Несмотря на это, British Racing Motors заняли второе место в Кубке Конструкторов благодаря 36 очкам, набранным на BRM P160.

## 1972
В сезоне 1972 Формулы-1 команда British Racing Motors была спонсирована табачной компанией Marlboro и стала называться Marlboro BRM. Шасси BRM P153 использовалось только в начале сезона. На Гран-при Аргентины, начальном этапе сезона, на BRM P153 ездили Хельмут Марко и шведский гонщик Рейне Виселль, новичок команды. Оба не смогли набрать очки. Впоследствии на Гран-при ЮАР, Монако и Бельгии на BRM P153 ездил только Хельмут Марко. (На этапах в Монако и Бельгии использовалась модификация шасси — BRM P153B). Он так и не сумел прийти в первой шестёрке, дававшей очки. Лучшим результатом стало восьмое место на Гран-при Монако. После сезона 1972 года шасси BRM P153 не использовалось.